# UnitedHealth Group
UnitedHealth Group Incorporated là một công ty  quản lí dịch vụ chăm sóc sức khỏe  của Mỹ có trụ sở tại Minnetonka, Minnesota. Công ty cung cấp các sản phẩm chăm sóc sức khỏe và dịch vụ bảo hiểm. Đây là công ty chăm sóc sức khỏe lớn nhất thế giới tính theo doanh thu, với doanh thu năm 2018 là 226,2 tỷ USD và 115 triệu khách hàng.
Công ty được xếp hạng 6 trên Fortune 500 2019.

## Cơ cấu tổ chức

### Optum
Thương hiệu Optum được thành lập vào năm 2011 với tư cách là doanh nghiệp dịch vụ y tế của công ty. Optum tập trung vào công nghệ của UnitedHealth.

### UnitedHealthcare
UnitedHealthcare bao gồm bốn bộ phận:
- UnitedHealthcare Employer and Individual - cung cấp các kế hoạch và dịch vụ lợi ích sức khỏe cho các tổ chức lao động lớn trên toàn quốc.
- UnitedHealthcare Medicare and Retirement - cung cấp các dịch vụ chăm sóc sức khỏe cho các cá nhân từ 50 tuổi trở lên.
- UnitedHealthcare Community and State - phục vụ các chương trình của tiểu bang chăm sóc cho những người thiệt thòi về kinh tế, người được bảo trợ y tế và những người không có lợi ích bảo hiểm y tế do chủ sử dụng lao động, để đổi lấy phí bảo hiểm hàng tháng cho mỗi thành viên từ chương trình của các tiểu bang.
- UnitedHealthcare Global - phục vụ 6,2 triệu người với các lợi ích y tế, cư trú chủ yếu ở Brazil, Chile, Colombia và Peru mà còn ở hơn 130 quốc gia khác.

## Tài chính
Trong năm tài chính 2018, UnitedHealth Group đã báo cáo thu nhập 11,98 tỷ USD, với doanh thu hàng năm là 226,2 tỷ USD.
| Năm  | Doanh thu tính bằng triệu USD $ | Thu nhập ròng tính bằng triệu USD $ | Tổng tài sản tính bằng triệu USD $ | Giá mỗi cổ phiếu bằng USD $ | Nhân viên |
| ---- | ------------------------------- | ----------------------------------- | ---------------------------------- | --------------------------- | --------- |
| 2005 | 46.425                          | 3.083                               | 41.288                             | 45,24                       |           |
| 2006 | 71,542                          | 4,159                               | 48.320                             | 44,83                       |           |
| 2007 | 75,431                          | 4,654                               | 50.899                             | 45,91                       |           |
| 2008 | 81.186                          | 2.977                               | 55.815                             | 28,40                       |           |
| 2009 | 87.138                          | 3,822                               | 59,045                             | 23.10                       |           |
| 2010 | 94.155                          | 4.634                               | 63.063                             | 29,20                       |           |
| 2011 | 101.862                         | 5,142                               | 67.889                             | 41,68                       |           |
| 2012 | 110.618                         | 5,526                               | 80.885                             | 50,04                       |           |
| 2013 | 122.489                         | 5.625                               | 81.882                             | 60,29                       | 156.000   |
| 2014 | 130.474                         | 5.619                               | 86.382                             | 78,28                       | 170.000   |
| 2015 | 157.107                         | 5,813                               | 111.254                            | 111,06                      | 200.000   |
| 2016 | 184.840                         | 7,017                               | 122.810                            | 131,31                      | 230.000   |
| 2017 | 201.159                         | 10,558                              | 139.058                            | 183,48                      | 260.000   |
| 2018 | 226.247                         | 11.986                              | 152.221                            | 245,88                      | 300.000   |

## Vận động hành lang
Trong năm 2010, UnitedHealth Group đã chi hơn 1,8 triệu đô la cho các hoạt động vận động hành lang và đã thuê bảy công ty vận động hành lang khác nhau. Ngoài ra, ủy ban hành động chính trị của công ty  đã chi thêm 1 triệu đô la cho các hoạt động vận động hành lang trong năm 2010 
QSSI, một công ty con của UnitedHealth Group, là một trong 55 nhà thầu được Bộ Y tế và Dịch vụ Nhân sinh Hoa Kỳ thuê để làm việc trên trang web HealthCare.gov 

## Gây quỹ
UnitedHealth Group có hai nền quỹ, United Health Foundation và UnitedHealthcare Children Foundation được thành lập vào năm 1999. Kể từ khi UnitedHealth Group thành lập năm 1999 với tư cách là một tổ chức tư nhân không vì lợi nhuận, United Health Foundation đã cam kết hơn 170 triệu đô la để cải thiện sức khỏe và dịch vụ chăm sóc sức khỏe.